# 井原市駅
井原市駅（いばらいちえき）は、広島県広島市安佐北区白木町大字井原にある、西日本旅客鉄道（JR西日本）芸備線の駅である。

## 歴史
- 1915年（大正4年）4月28日：芸備鉄道開業と同時に開設[2]。
- 1937年（昭和12年）7月1日：芸備鉄道が国に買収され[2]、国有鉄道の駅になる。
- 1960年（昭和35年）6月1日：貨物取扱廃止[2]。
- 1971年（昭和46年）12月20日：業務委託駅化[4]。
- 1973年（昭和48年）11月1日：国鉄（→JR）の特定都区市内制度における「広島市内」の駅となる[5][注釈 1]。
- 1984年（昭和59年）2月1日：荷物扱い廃止[2]。
- 1986年（昭和61年）4月1日：無人駅となり[3]乗車券販売を自動化。
- 1987年（昭和62年）4月1日：国鉄分割民営化により西日本旅客鉄道（JR西日本）の駅になる[2]。
- 2018年（平成30年）7月6日：豪雨災害により営業休止。
- 2019年（平成31年）
  - 2月25日：築104年になる木造駅舎の解体が開始される[6]（前日に駅舎でお別れイベントを開催）。
  - 4月4日：三次駅 - 中三田駅間で暫定的に運転再開[7]。
- 2024年（令和6年）11月末：自動券売機を撤去[8]。

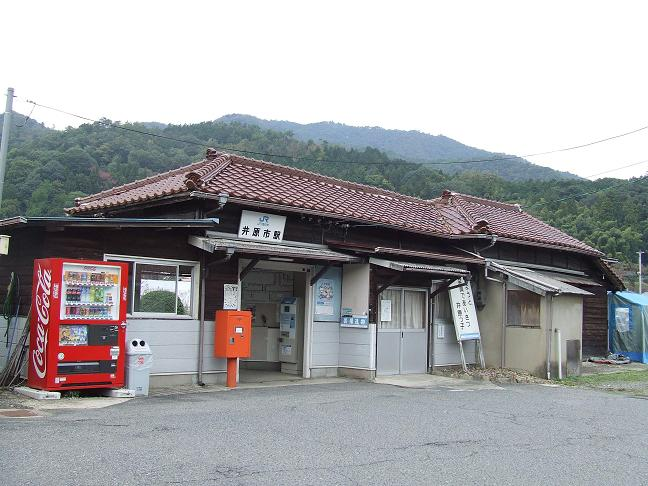
旧駅舎（2011年10月）

## 駅構造
広島方面に向かって左側に単式ホーム1面1線を持つ地上駅（停留所）である。かつて貨物取扱をしていたため、構内は広い。また、ホームは以前島式1面2線として運用されていた跡がある。

かつて存在した駅舎は木造瓦葺で大きく、何度も建て増しされているため特異な形になっていた。広島駅管理の無人駅。便所は設置されていない。JRの特定都区市内制度における「広島市内」の駅であり、同市内駅としては最北端かつ最東端に位置する。

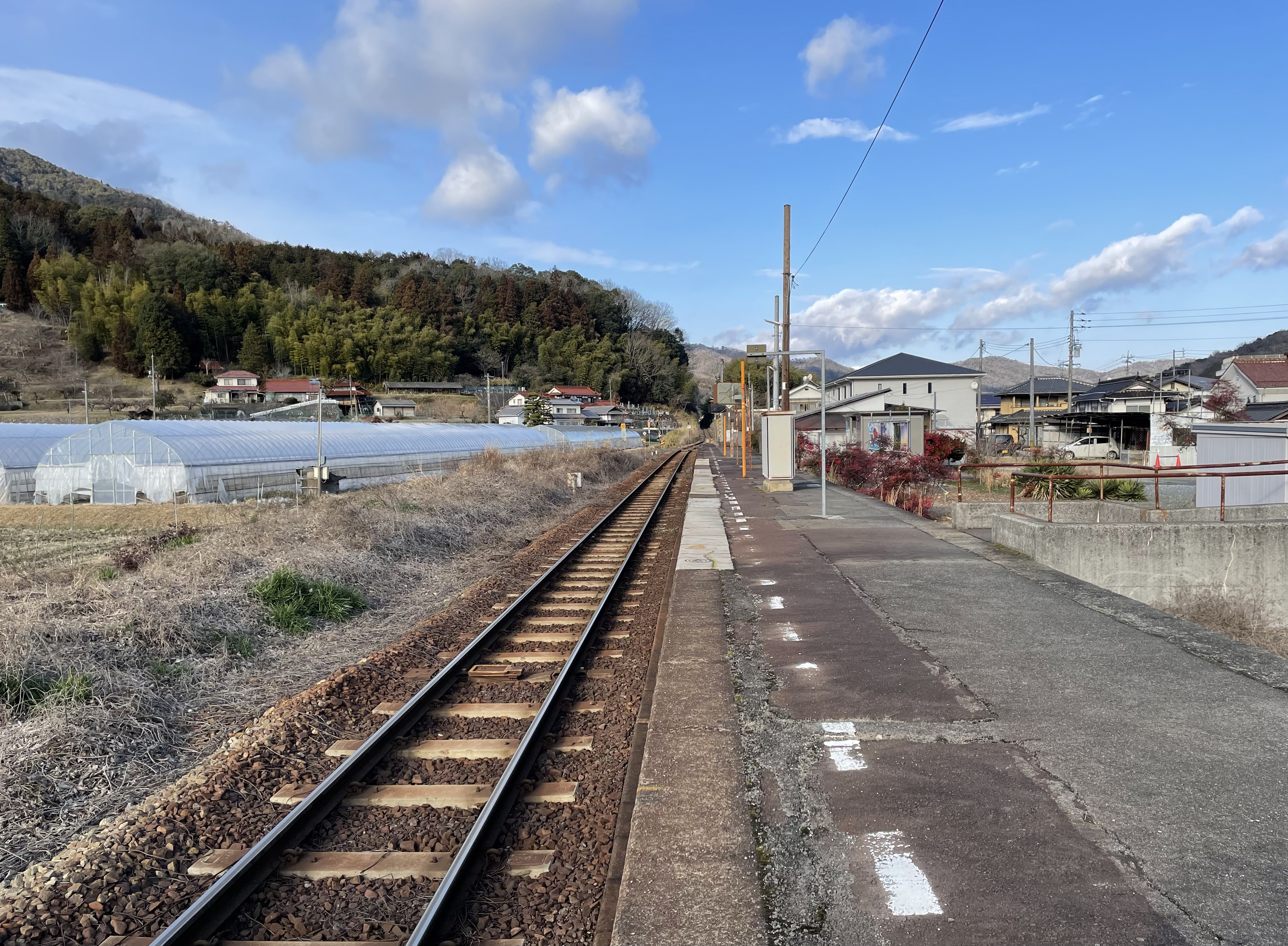
ホーム（2024年1月）

## 利用状況
以下の情報は、広島市統計書及び広島市勢要覧に基づいたデータである。
| 年度               | 1日平均 乗車人員 | 年度毎 総数 | 定期券 総数 | 普通券 総数 |
| ------------------ | ---------------- | ----------- | ----------- | ----------- |
| 1974年（昭和49年） | 706.6            | 515,849     | 410,186     | 105,663     |
| 1975年（昭和50年） | 650.1            | 475,882     | 372,330     | 103,552     |
| 1976年（昭和51年） | 668.2            | 487,766     | 384,472     | 103,294     |
| 1977年（昭和52年） | 645.2            | 471,020     | 367,132     | 103,888     |
| 1978年（昭和53年） | 610.2            | 445,431     | 349,624     | 95,807      |

以上の1日平均乗車人員は、乗車数と降車数が同じであると仮定し、年度毎総数を365（閏年が関係する1975年は366）で割った後で、さらに2で割った値を、小数点第二位で四捨五入。小数点一位の値にした物である。
| 年度                | 1日平均 乗車人員 |
| ------------------- | ---------------- |
| 1979年（昭和54年）  | 524              |
| 1980年（昭和55年）  | 489              |
| 1981年（昭和56年）  | 489              |
| 1982年（昭和57年）  | 471              |
| 1983年（昭和58年）  | 438              |
| 1984年（昭和59年）  | 404              |
| 1985年（昭和60年）  | 384              |
| 1986年（昭和61年）  | 355              |
| 1987年（昭和62年）  | 354              |
| 1988年（昭和63年）  | 371              |
| 1989年（平成 元年） | 322              |
| 1990年（平成02年）  | 340              |
| 1991年（平成03年）  | 327              |
| 1992年（平成04年）  | 316              |
| 1993年（平成05年）  | 315              |
| 1994年（平成06年）  | 302              |
| 1995年（平成07年）  | 291              |
| 1996年（平成08年）  | 268              |
| 1997年（平成09年）  | 246              |
| 1998年（平成10年）  | 230              |
| 1999年（平成11年）  | 211              |
| 2000年（平成12年）  | 202              |
| 2001年（平成13年）  | 192              |
| 2002年（平成14年）  | 183              |
| 2003年（平成15年）  | 186              |
| 2004年（平成16年）  | 174              |
| 2005年（平成17年）  | 161              |
| 2006年（平成18年）  | 152              |
| 2007年（平成19年）  | 142              |
| 2008年（平成20年）  | 138              |
| 2009年（平成21年）  | 131              |
| 2010年（平成22年）  | 124              |
| 2011年（平成23年）  | 117              |
| 2012年（平成24年）  | 113              |
| 2013年（平成25年）  | 110              |
| 2014年（平成26年）  | 102              |
| 2015年（平成27年）  | 98               |
| 2016年（平成28年）  | 95               |
| 2017年（平成29年）  | 90               |
| 2018年（平成30年）  | 65               |
| 2019年（令和 元年） | 67               |
| 2020年（令和02年）  | 67               |
| 2021年（令和03年）  | 68               |
| 2022年（令和04年）  | 68               |

乗車数グラフ

## 駅周辺
芸備線を広島駅から遡ると、広島市内最後の駅となる。
- 三篠川
- 井原郵便局
- 広島市立井原小学校
- 荒谷山
- 神ノ倉山

## 隣の駅
西日本旅客鉄道（JR西日本）
 芸備線
■快速「みよしライナー」
通過
■普通
向原駅 - 井原市駅 - 志和口駅